# Raute (Symbol)

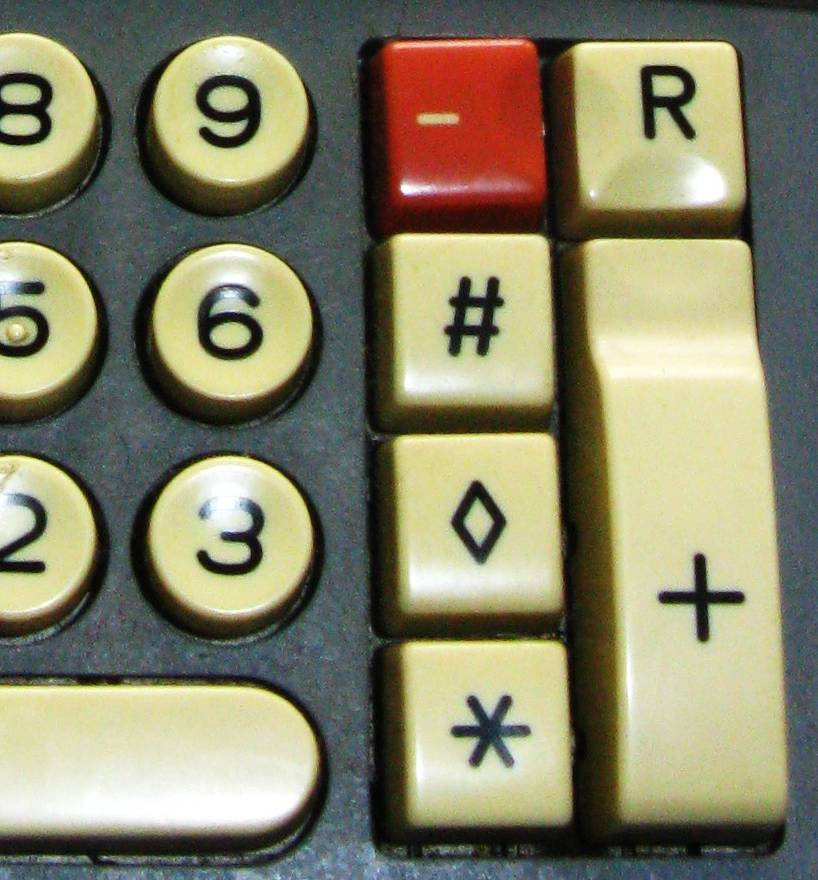
Tasten mit Rautezeichen, Spitzraute (Rhombus-Symbol) und Stern auf einer Rechenmaschine, ca. 1970

Die Raute, ein Viereck mit gleich langen Kanten, im Allgemeinen eine spitzwinkelige Raute (Rhombus), ist ein relativ häufiges Symbol, Zeichen oder Emblem. Meist sind jeweils zwei gegenüberliegende Ecken senkrecht übereinander und waagrecht nebeneinander angeordnet, in diesem Sinne werden auch Quadrate, die auf einer Ecke stehen, häufig als Rauten bezeichnet.

## Verwendungen
- Auf Rechenmaschinen ist die Zwischensummen-Taste mit einem rhombusförmigen Symbol gekennzeichnet.[3] In dieser Funktion ist das Symbol standardisiert in DIN ISO 7000 „Graphische Symbole auf Einrichtungen“ als Symbol ISO-7000-0650 „Subtotal“. Als Schriftzeichen ◊ (U+25CA lozenge) wird es zur Unterscheidung von dem auch kurz „Raute“ genannten Rautezeichen # als „Spitzraute“ bezeichnet.[1]

- Gefahrenhinweise sind oft rautenförmig (oft kombiniert mit den Warnfarben rot/orange/gelb), so in den Systemen ADR, GHS (Darstellung bei Gefahrgutklasse), US DOT hazmat[4] oder NFPA 704[5] (Gefahrendiamant). Die Form gilt als „alarmierender“ als etwa runde oder (liegend-)quadratische Formen. Ihre Verwendung entspricht insoweit der des Dreiecks für Warnhinweise im Straßenverkehr und Arbeitsschutz.

- Verkehrszeichen sind in den USA und in Japan häufig rautenförmig. In Deutschland[6], Österreich[7], der Schweiz[8] und anderen europäischen Staaten ist diese Form eine explizite Besonderheit des Verkehrszeichens für Vorrang (Vorfahrt, Vortritt). (Als instabil und daher alarmierender wirkend gilt das auf der Spitze stehende Dreieck, dieses bleibt dem als beachtenswerter geltenden Gegenteil, dem Nachrang („Vorfahrt beachten“), exklusiv vorbehalten. Diese Formgebungen wurden ausdrücklich bei Einführung der Verkehrszeichensätze untersucht und berücksichtigt.)

- In der Heraldik wird zwischen der Raute und der Wecke unterschieden, letztere ist schlanker, ohne präzise Abgrenzung. Es gibt auch Wappen, die als Ganzes rautenförmig sind (Rautenschild); viele katalanische Wappen weisen eine gekrönte Rautenform auf.
- In Programmablaufplänen und Aktivitätsdiagrammen steht die Raute für eine Verzweigung bzw. zu treffende Entscheidung.[9][10] In Netzplänen und Gantt-Diagrammen symbolisiert sie Ereignisse, insbesondere Meilensteine.[11][12]
- Viele Sportvereine haben eine Raute in ihrem Logo, oder das Logo selbst ist rautenförmig (dann in der Regel senkrecht).

Verkehrszeichen
Deutsches Verkehrszeichen „Vorfahrtstraße“, Quadrate
Verkehrsschild in Irland, Quadrat
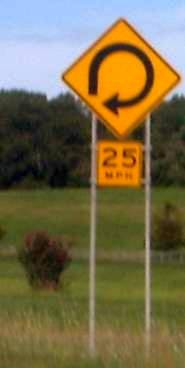
Verkehrsschild in den USA, Quadrat
Zeichen für Fahrgemeinschaftsspur in den USA

Vereinslogos
Borussia Mönchengladbach
FC Dynamo Kyjiw
Hamburger SV, Quadrate
SpVgg Fürth (alt)
SV Werder Bremen

Unternehmens-Embleme (großenteils alt)
Agfa
Dow Chemical
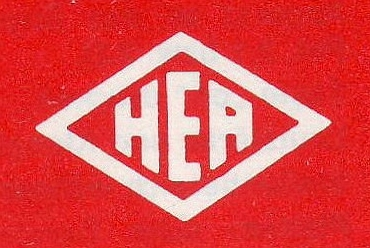
HEA (Houben-Elektro-Akustik)
Renault
Universum Film AG

Sonstige Zeichen
Roter Kristall der Rotkreuz- und Rothalbmond-Bewegung
Nederlandse Publieke Omroep, öffentlich-rechtliche Rundfunkanstalt
U-Bahn Madrid
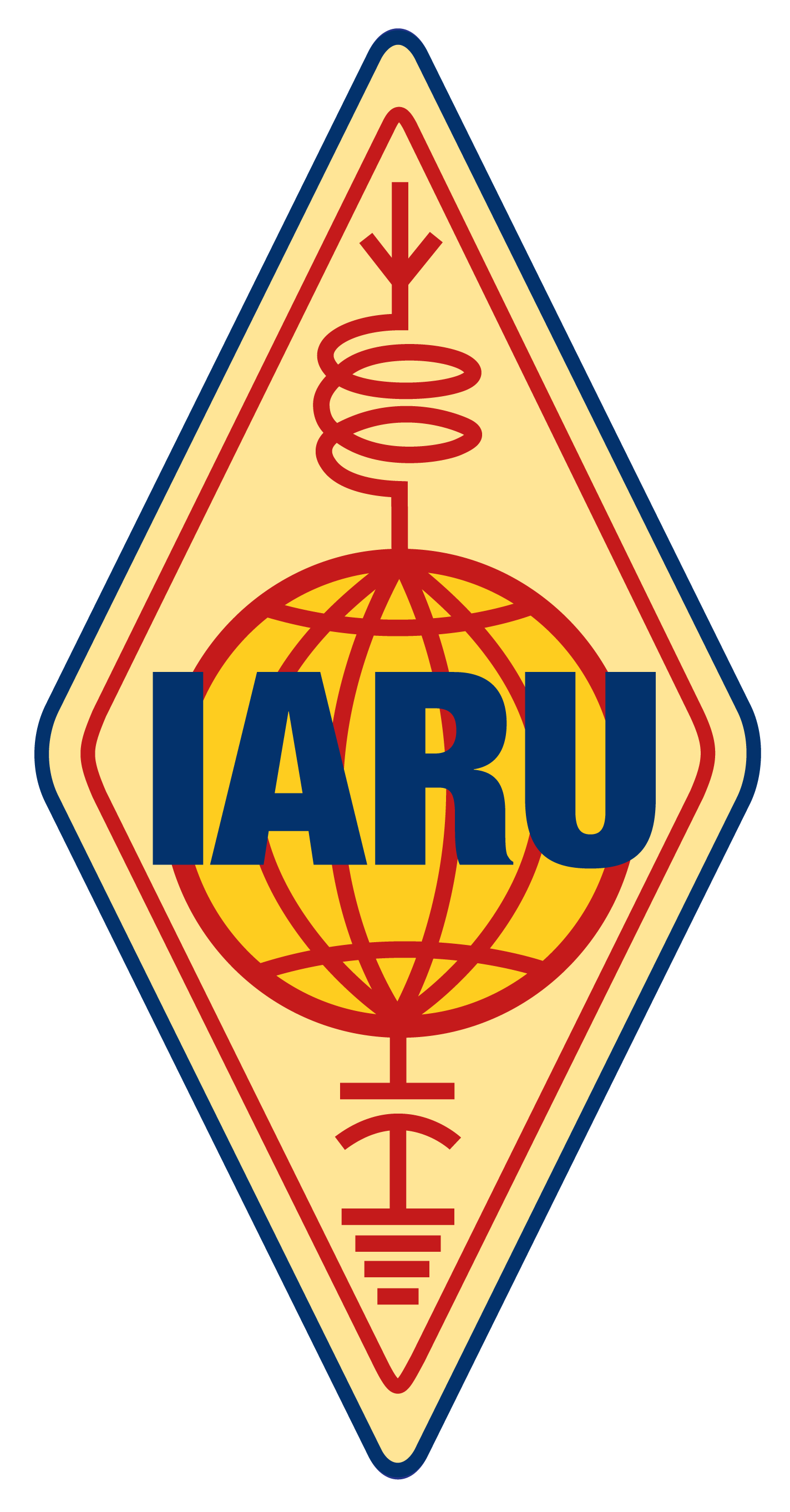
IARU, beispielhaft für zahlreiche[13] Amateurfunk-Vereinssymbole
Wanderweg-Markierung

## Schriftzeichen
Bei Schriftzeichen bezeichnet „Rautezeichen“ oder kurz „Raute“ das Zeichen # (U+0023 number sign), als Folge der Standardisierung der Bezeichnung des heute durchweg ähnlich dargestellten Symbols ⌗ der Telefontastatur (U+2317 viewdata square) gemäß der Empfehlung ITU-T E.161 der Internationalen Fernmeldeunion. Sofern andere tatsächlich rautenförmige Sonderzeichen nach ihrer Form zu benennen sind, steht dafür die in der Geometrie zu „Raute“ synonyme Bezeichnung „Rhombus“ zur Verfügung. Für die im Unicode-Standard diamond genannten Zeichen (auf die Spitze gestellte Quadrate) kann die für Spielkartensymbole zutreffende Übersetzung „Karo“ verwendet werden.
In Unicode sind diverse rautenförmige Sonderzeichen enthalten:
- Allgemeine Schriftzeichen:

◊ (U+25CA lozenge „Spitzraute“, auf Tischrechenmaschinen und deren Druckstreifen „Zwischensumme“ oder „Subtotalzeichen“). In HTML-Quelltexte kann es mit „&loz;“ eingefügt werden. Dieses Zeichen ist im 8-bit-Zeichensatz Macintosh Roman an Position D7hex enthalten. Deshalb ist das entsprechende Unicode-Zeichen in zahlreichen gängigen Schriftarten enthalten (z. B. Arial, Times New Roman oder Linux Libertine) und lässt sich somit problemlos auf gängigen Computersystemen darstellen. Mit der Tastaturbelegung E1 kann es mit der Tastenfolge  – ! eingegeben werden.
- Grafikzeichen:

◆ (U+25C6 black diamond „vollflächiges Karo“)
◇ (U+25C7 white diamond „hohles Karo“)
- Spielkartensymbole:

♦ (U+2666 black diamond suit „vollflächiges Spielkartensymbol Karo“) stellt die Spielkartenfarbe Karo dar.
♢ (U+2662 white diamod suit „hohles Spielkartensymbol Karo“)
- Sonstiges:

❖ (U+2756 black diamond minus white x „Schmuckraute“) ist ein Aufzählungszeichen.
⋄ (U+22C4 diamond operator „Karo-Operator“): Es dient zur Darstellung des mathematischen Operators Karo.

 ⃟  (U+20DF combining enclosing diamond „kombinierendes Zeichen einschließendes Karo“), ein kombinierendes Zeichen, das sich über das vorhergehende Zeichen legt: @⃟.
- Ähnliche Symbole:

✦ (U+2726 black four pointed star „vollflächiger vierzackiger Stern“)
✧ (U+2727 white four pointed star „hohler vierzackiger Stern“)

## Merkel-Raute
In den letzten Jahren der Regierungszeit Angela Merkels war ihre als Merkel-Raute bezeichnete Handhaltung ein häufig erwähntes Thema.

## Raute als Symbol für die Vulva
In der Archäologie und in der Ikonographie ist die Raute als Symbol oder Piktogramm (auch als Graffiti) für die Vulva bekannt. Auch in der Gaunersprache finden figürliche Darstellungen eines auf der Spitze stehenden Rhombus als Zinken (geheimes Erkennungszeichen) für das Haus oder die Wohnung einer Prostituierten Verwendung, oft mit jeweils zwei senkrechten Strichen auf allen vier Seiten als Sinnbild für die Schambehaarung (Pubes). In der Runenschrift stand die Raute (Ingwaz) nicht für die Gebärfähigkeit, sondern für den Sonnengott Ingvi-Freyr (als dritte Rune im ursprünglich linksläufigen 24-er Runensystem ODING-FUTHARK). Seine Sonnen-Raute wurde zwar runisch in eckiger Form geritzt, aber wo die Schreibunterlage Stein war (z. B. Runenstein von Opedal, Norwegen), meißelte man die Sonnenrune als einfachen Kreis.
„Als ‚Malu‘ (Samoanisch: weibliches Hautmuster) wurden und werden die rautenförmigen Tätowierungsmuster in den Kniekehlen der Frauen auf der polynesischen Inselgruppe Samoa bezeichnet. Diese Hautmuster bedecken als eher seltene ästhetische Beigabe mit Sternchen und Kreuzen die Oberschenkel und manchmal die Hände. Die Malu haben eine erotische Bedeutung. So kann die Raute als deplatzierte Vulva gedeutet werden, die sich beim Strecken des Beins öffnet und beim Anwinkeln schließt. Malu bedeutet ‚geschlossen‘ oder ‚beschützt‘.“